# Elk Run Heights (Iowa)
Elk Run Heights – miasto w Stanach Zjednoczonych, w stanie Iowa, w hrabstwie Black Hawk. W 2000 roku liczyło 1052 mieszkańców.